# Pandea rubra
Pandea rubra is een hydroïdpoliep uit de familie Pandeidae. De poliep komt uit het geslacht Pandea. Pandea rubra werd in 1913 voor het eerst wetenschappelijk beschreven door Bigelow. 